# نيكولاس كولازو
نيكولاس كارلوس كولازو (بالإسبانية: Nicolás Carlos Colazo) هو لاعب كرة قدم أرجنتيني في مركز الجناح الأيسر ولد في يوم 8 يوليو 1990 في مدينة بوينس أيرس، يلعب حالياً مع نادي تيغري كمعار من نادي بوكا جونيورز وسبق له اللعب مع أندية أتلتيكو أول بويز ونادي ملبورن سيتي وجيمناسيا لابلاتا وأريس تسالونيكي. يبلغ طوله 175 سم.

## روابط خارجية
- نيكولاس كولازو على موقع قاعدة بيانات كرة القدم.إي يو (الإنجليزية)
- نيكولاس كولازو على موقع Soccerway.com (الإنجليزية)
- نيكولاس كولازو على موقع AS.com (الإسبانية)